# 討伐體制樂團
討伐體制樂團（英語：Rage Against the Machine）是美國的一個重金屬（另类金属、另类摇滚、饒舌金属）樂團，創辦於1991年的加州。成立以來，該樂團陣容有些許改變，現今樂團主要成員有：主唱扎克·德·拉·羅查、吉他手湯姆·莫雷洛、貝斯手蒂姆·科姆佛德及鼓手的布拉德添·威爾克。
1992年，討伐體制樂團发行了首张同名专辑，在商业和樂評上都取得了成功，并在1993年的Lollapalooza音乐节上获得了一个名额；2003年，这张专辑在《滚石》杂志有史以来500张最伟大的专辑中排名第368位。后续专辑《Evil Empire》（1996年）和《The Battle of Los Angeles》（1999年）也取得了成功；两张专辑都在公告牌二百强专辑榜上名列前茅。在最初的9年时间里，討伐體制樂團成为了音乐史上最受欢迎和最有影响力的乐队之一，并对1990年代后半期兴起的新金屬风格产生了很大影响。他们也曾在VH1的100位最伟大的硬摇滚艺术家中排名第33位。
2000年，討伐體制樂團发行了翻唱专辑《Renegades》，由于创作分歧越来越大，德拉罗查离开后，樂隊解散。德拉罗查开始了低调的个人生涯，而乐队其他成员则与Soundgarden的前主唱Chris Cornell组成了摇滚超级组合Audioslave；Audioslave在2007年解散前录制了三张专辑。同年，討伐體制樂團宣布重聚，并在2007年4月的Coachella Valley音乐艺术节上进行了七年来的首次同台演出。在接下来的四年内，除去2009年的一次休假，乐队继续在世界各地的更多现场和音乐节上演出，然后再次休整。2016年，Morello、Commerford和Wilk与B-Real、Chuck D和DJ Lord组成了一支新的乐队—Prophets of Rage；该乐队在2019年解散前发行了一张EP和一张全长录音室专辑。
討伐體制樂團所製作演唱樂曲的歌詞內涵多為不滿美國文化、帝國主義、資本主義；甚至嘻哈文化等。因為歌曲內容言之有物，即使批評者認為曲風「吵雜煽情」，仍在全球創下1400萬唱片總成績的銷售量。

## 歷史

### 1991-1992：早年
1991年，在吉他手Tom Morello的前乐队Lock Up解散后，前Lock Up鼓手Jon Knox鼓勵Tim Commerford和Zack de la Rocha跟Tom Morello搓合在一起，因为他想成立一个新的乐队[4]。Morello很快就联系了Brad Wilk，他在Lock Up[4]和后来成为Pearl Jam的乐队中都曾經试镜失败。这个團體将自己命名为 "討伐體制樂團"，取自de la Rocha为他的前地下硬核朋克乐队Inside Out写的一首歌（也是未录制的Inside Out全长专辑的名称）。Kent McClard（Inside Out樂隊與他有联系）曾在1989年他的杂志《No Answers》的一篇文章中创造了 "Rage Against the Machine"这个词。
乐队成立后不久，于1991年10月23日在加州州立大学北岭分校的四合院举行了第一次公开演出。 乐队的首张专辑《Rage Against the Machine》试听带的蓝图被铺在了一盘12首歌曲的自录磁带上，封面图上是股票市场部分的剪报，嵌卡上贴着一根火柴。并不是所有的12首歌曲都被收录到了最终的专辑中--其中两首最终被收录为B-sides，而另外三首则从来没有正式的发行。几家唱片公司表示了兴趣，乐队最终与Epic唱片公司签约。莫雷洛说："Epic同意了我们的一切要求--他们也一直在跟进......。我们从来没有看到[意识形态]冲突，只要我们保持创作控制权"。

## 專輯
Rage Against the Machine (1992)
Evil Empire (1996)
The Battle of Los Angeles (1999)
Renegades (2000)